# Carlo Orlandi (pugile)
Carlo Orlandi, soprannominato "El negher di Porta Romana" (Milano, 23 aprile 1910 – Milano, 29 luglio 1983), è stato un pugile italiano, campione olimpico dei pesi leggeri alle Olimpiadi del 1928 ad Amsterdam, campione italiano (1930-1933) ed europeo (1934) della stessa categoria, nonché campione italiano dei pesi welter (1941-1942).

## Biografia

### Carriera da dilettante
Sordomuto, si avvicinò alla boxe in una palestra di Porta Romana, a Milano. Per l'aspetto fisico e il colorito scuro fu soprannominato "El negher di Porta Romana". A dispetto della sua sordità, divenne presto un ottimo dilettante conquistando il titolo di campione italiano dei pesi leggeri nel 1928 sul ring della sua Milano.
Inviato a rappresentare l'Italia alle Olimpiadi di Amsterdam del 1928, tornò a casa con la medaglia d'oro dei pesi leggeri. Batté uno dopo l'altro lo spagnolo Roberto Sanz, il rhodesiano Cecil Bissett, il campione uscente danese Hans Jacob Nielsen e, in finale, lo statunitense Stephen Halaiko.

### Carriera da Professionista
Divenuto professionista nel 1929, Orlandi divenne campione italiano dei leggeri l'anno successivo battendo Cleto Locatelli. Con questi, che fu il suo grande rivale, combatté in tutto sei volte, con tre vittorie, due pari e una sola sconfitta.
Difese vittoriosamente il titolo italiano battendo ai punti Saverio Turiello, da cui era stato sconfitto per squalifica in precedenza e pareggiando con Locatelli. Nel 1932 intraprese una sfortunata tournée in Argentina, dove fu costretto al getto della spugna contro il campione argentino Justo Suárez. Per questo il regime fascista lo dichiarò decaduto dal titolo nazionale dei leggeri per indegnità, squalificandolo per otto mesi. Tornato sul ring, conseguì la sua unica sconfitta contro il talentuoso Locatelli ma il 19 marzo 1933 riconquistò la cintura di Campione italiano battendo nuovamente a Milano Saverio Turiello.
Nel marzo del 1934, Orlandi conquistò anche il titolo di campione d'Europa, battendo ai punti, sempre a Milano, il belga Francois Sybille. Lo difese vittoriosamente battendo ai punti, ancora a Milano, il tedesco Richard Stegemann. Tra i due incontri, una vittoria ai punti contro l'astro nascente Aldo Spoldi, che gli succederà sul trono europeo.
Il 14 luglio 1935, Orlandi subì una dura punizione dal portoricano Pedro Montañez, uno dei più grandi pesi leggeri di tutti i tempi, che lo sconfisse a Milano per knock-out tecnico al decimo round. La Commissione Medica del CONI gli tolse temporaneamente l'idoneità sportiva, costringendolo a un periodo di inattività di oltre un anno, per cui fu dichiarato decaduto dal titolo di campione continentale dei leggeri.
Rientrò nel 1937, nei welter, inanellando una serie di quattordici vittorie consecutive, battendo il campione d'Europa Philippe Wouters a Milano, senza titolo in palio. Poi fu battuto da Wouters nella rivincita a Bruxelles e pareggiò un ennesimo match con Locatelli. La sua scalata verso il titolo italiano dei welter fu fermata il 20 novembre 1938 per KOT al 9º round da Saverio Turiello, che pure aveva battuto in precedenza per ben quattro volte.
Nei successivi 28 incontri conseguì 25 vittorie, un pari e due sconfitte. Sinché il 18 aprile 1941 Orlandi combatté per la cintura nazionale dei welter, che conquistò battendo ai punti a Roma Michele Palermo. La difese battendo lo stesso Palermo nuovamente ai punti. Detenne il titolo fino al maggio del 1942, quando fu sconfitto da Egisto Peyre.
Concluse dignitosamente la carriera, combattendo altre 17 volte, con quattordici vittorie, un pari e due sconfitte. Ha abbandonato la boxe nel 1944, con un bilancio di 98 vittorie (12 prima del limite), 19 sconfitte e 10 pari, su 127 incontri disputati.

## Dopo il ritiro
Dopo il ritiro Carlo Orlandi si mise a lavorare nell'officina milanese del fratello. La scomparsa di quest'ultimo lo gettò nell'estrema povertà e passò gli ultimi anni passando da un ospizio all'altro. La sua unica entrata erano i pochi soldi che il suo amico-rivale, Saverio Turiello, gli mandava saltuariamente dall'America. È morto per problemi cardiocircolatori a settantatré anni, nel 1983.